# Адзюбжа
Адзю́бжа (абх. Аӡҩыбжьа, груз. აძიუბჟა) — село в Абхазии, в Очамчырском районе частично признанной Республики Абхазия, согласно административному делению Грузии — в Очамчирском муниципалитете Абхазской Автономной Республики. Расположено к западу от райцентра Очамчыра в равнинной полосе на побережье Чёрного моря в устье реки Кодор на её левом берегу.
До 1930-х годов в качестве официального названия наряду с «Адзюбжа» употреблялась форма Адзвибжа. В административном отношении село представляет собой административный центр Адзюбжинской сельской администрации (абх. Аӡҩыбжьа ақыҭа ахадара), в прошлом — Адзюбжинский сельсовет.
В селе расположена одноимённая станция Абхазской железной дороги.

## Границы
На севере Адзюбжа граничит с селом Атара; на востоке — с Атарой и Аракичем; на юге — выходит к черноморскому побережью и граничит с селом Кындыг; на западе — по реке Кодор с Гульрипшским районом.

### Историческое деление
Село Адзюбжа исторически подразделяется на восемь посёлков (абх. аҳабла):
- Агдарра (Ахалдаба)
- Адзюбжа Ахабла (собственно Адзюбжа)
- Ахыуаа
- Баглан
- Балан
- Допуакыт
- Цкургил (Адзых-Ага)
- Джобриа (Аджблыра)

## Этимология
Первоначально село Адзюбжа, или Авидзибжара, располагалось в междуречье Малого и Большого Кодора. У Нордмана село отмечено как Адзвебша, а на карте 1847 года — Авидзибжара. 
В начале XIX века жители этого села были переселены на левый берег Большого Кодора. В связи с этим и название села перекочевало туда же. В материалах ЦГВИА населённый пункт «Аджуипса» (Адзюбжа) идентифицируется с селом Кодор.
Исходная форма комонима абх. Аҩӡбжьара  усеченно аҩӡбжьа — «двуречье». Слово представляет собой трёхсложное образование, состоящее из основы числительного ҩ-ба — «два» + ӡы — «вода», а также бжьа или бжьара — «середина, промежуток». Название Аҩӡыбжьара в значении «междуречья» встречается во многих местах Абхазии, а его усечённая форма Аҩӡбжьа (Аҩӡбжьара) в результате метатезы трансформировалась в современное Аӡҩыбжьа.
В грузинских источниках XIX века абхазское Аҩӡыбжьара переводится как Шуа сопели — «Среднее село», а в русских как «Среднеречье».

## История
В конце XIX — начале XX века в Адзюбже поселилось большое число мегрелов и армян; в это же время здесь появляются первые русские поселенцы.
В сталинский период в местность Агдарра на западной окраине села переселяют значительное количество мегрельских и лечхумских крестьян из западных районов Грузии. Посёлку присваивается имя Ахалдаба (груз. «новый посёлок»). Таким образом к началу 1990-х годов численность грузинского и абхазского населения Адзюбжи становится примерно равной.
В ходе грузино-абхазской войны Адзюбжа полностью контролировалась грузинской стороной, абхазская часть села была практически полностью разрушена, а этническое абхазское население покинуло его. После установления абхазскими войсками контроля над Адзюбжей осенью 1993 года грузинское население покинуло село, а посёлок Ахалдаба подвергается постепенному разрушению.
В 2006 году была вновь введена в эксплуатацию не работавшая в течение 13 лет электроподстанция «Адзюбжа-110». Подстанция обеспечивает энергией сёла Адзюбжа, Атара, Кындыг и Аракич.
Колхоз
В послевоенное время в селе действовал колхоз имени Сталина Очемчирского района. В этом колхозе трудились Герои Социалистического Труда бригадир Георгий Яковлевич Камкия, звеньевые Кондрат Казаутович Кация, Самсон Ханашович Кация, Арсен Варфоломеевич Кобахия, Трифон Ефимович Сичинава и Шалва Семёнович Чочуа.

## Население
Население Адзюбжинского сельсовета по данным переписи 1989 года составляло 3567 человек. По данным переписи 2011 года население сельской администрации Адзюбжа составило 1072 человека, представленное в основном абхазами.
| Численность населения | Численность населения | Численность населения | Численность населения | Численность населения |
| 1886                  | 1926                  | 1959                  | 1989                  | 2011                  |
| --------------------- | --------------------- | --------------------- | --------------------- | --------------------- |
| 690                   | ↗1275                 | ↗2834                 | ↗3567                 | ↘1072                 |

В XIX веке в состав Адзюбжинской сельской общины также входило соседнее село Атара. По данным переписи населения 1886 года, в селении Адзюбжа (без Атары) проживали 706 православных христиан, 38 мусульман-суннитов. По сословному делению в Адзюбже находились 63 дворянина, 7 представителей православного духовенства и 674 крестьянина. Князей и представителей «городских» сословий в Адзюбже не проживало.
| Год переписи | Число жителей        | Этнический состав                                          |
| ------------ | -------------------- | ---------------------------------------------------------- |
| 1886         | 744 (без села Атара) | абхазы 99,0 %; грузины 1,0 %                               |
| 1926         | 1275                 | абхазы 59,8 %; грузины 27,5 %; армяне 8,9 %; русские 3,0 % |
| 1959         | 2834                 | абхазы, грузины (нет точных данных)                        |
| 1989         | 3567                 | абхазы, грузины (нет точных данных)                        |
| 2011         | 1072                 | абхазы 84,0 %, русские 6,0 %, грузины 5,8 %, армяне 1,0 %  |

## Интересное
Адзюбжа является местом проживания особой этно-расовой группы — абхазских негров. Нет точных сведений о том, как и когда африканцы попали в Абхазию. Известно, что уже в XIX веке все они говорили только по-абхазски и считали себя абхазами. В настоящее время большая часть адзюбжинских негров сильно метисирована, многие покинули село, осев в других частях Абхазии и за её пределами.
Сюжет рассказа Максима Горького «Рождение человека» разворачивается в окрестностях Адзюбжи. В 1980-х годах адзюбжинский роддом в честь этого рассказа был назван «Рождение человека».
Семье основателя абхазской письменной литературы Дмитрия Гулиа, после возвращения на родину из Османской империи, как и другим гумским абхазам-махаджирам, не было позволено поселиться в родном селе Уарча на левобережье Кодора (ныне Гульрипшский район). Гулиа осели в соседнем абжуйском селе Адзюбжа.